# رحمت‌آباد (گرمسیر)
رحمت‌آباد روستایی در دهستان گرمسیر بخش مهاباد شهرستان اردستان استان اصفهان ایران است.

## جمعیت
بر پایه سرشماری عمومی نفوس و مسکن در سال ۱۳۹۵ جمعیت این روستا ۳۸۱ نفر (۱۲۱خانوار) بوده‌است.